# Kompetens (juridik)
Kompetens är i juridiska sammanhang befogenheten att avgöra ett visst ärende eller att utföra vissa uppgifter. 
Den kommunala kompetensen i Sverige anger de uppgifter en kommun får utföra. Den kommunala kompetensen definieras i kommunallagen (så kallad allmän kompetens) och i speciallagstiftning (den speciallagsreglerade kompetensen). Reglerna begränsar kommunens verksamhet bland annat genom att kommuner inte får ha hand om sådant som är statens eller en annan kommuns angelägenheter. Verksamheten ska också ha anknytning till kommunens område eller medlemmar.